# Anne-Marie Aubert
 (février 2025).
Pour les articles homonymes, voir Aubert.
Anne-Marie Aubert est une mathématicienne française, directrice de recherche au CNRS à Sorbonne-Université. Ses travaux portent sur les représentations des groupes réductifs, ainsi que sur les formes automorphes. Spécialiste de ce domaine, l'involution d'Aubert et la dualité d'Aubert-Zelevinsky portent son nom.

## Biographie
Anne-Marie Aubert a concouru aux Olympiades internationales de mathématiques en 1981, et elle y remporte une médaille de bronze. Ancienne élève de l’École normale supérieure à Paris, elle soutient sa thèse, réalisée sous la direction de Jean-Loup Waldspurger en 1990, à l'Université Paris Diderot.

## Travaux
Elle travaille au début de sa carrière sur la correspondance de Howe en utilisant la classification de Kazhdan-Lusztig. Elle est également spécialiste des correspondances de Langlands locales. Elle définit dans sa thèse l'involution qui porte son nom et qui a depuis donné lieu à plusieurs travaux,.
Avec Paul Baum, Roger Plymen, et Maarten Solleveld, elle formule un ensemble de conjectures en lien avec la correspondance de Langlands, qui porte leurs noms.

## Publications

### Ouvrage
- (en) Anne-Marie Aubert, Steven Spallone, Alan Roche, Manish Mishra, Representations of reductive p-adic groups, Springer Berlin Heidelberg, 2019 (ISBN 978-981-13-6627-7)

### Articles
- Anne-Marie Aubert, Jean Michel et Raphaël Rouquier, « Correspondance de Howe pour les groupes réductifs sur les corps finis », Duke Mathematical Journal, vol. 83, no 2,‎ mai 1996, p. 353–397 (ISSN 0012-7094 et 1547-7398, DOI 10.1215/S0012-7094-96-08312-X, lire en ligne, consulté le 3 mai 2024)

- Anne-Marie Aubert, « Dualité Dans Le Groupe De Grothendieck De La Categorie Des Representations Lisses De Longueur Finie D'un Groupe Réductif p-Adique », Transactions of the American Mathematical Society, vol. 347, no 6,‎ 1995, p. 2179–2189 (ISSN 0002-9947, DOI 10.2307/2154931, lire en ligne, consulté le 3 mai 2024)

- (en) Anne-Marie Aubert, « Character sheaves and generalized Springer correspondence », Nagoya Mathematical Journal, vol. 170,‎ janvier 2003, p. 47–72 (ISSN 0027-7630 et 2152-6842, DOI 10.1017/S0027763000008539, lire en ligne, consulté le 3 mai 2024)
- (en) Anne-Marie Aubert, Paul Baum, Roger Plymen et Maarten Solleveld, « Geometric structure in smooth dual and local Langlands conjecture », Japanese Journal of Mathematics, vol. 9, no 2,‎ 1er septembre 2014, p. 99–136 (ISSN 1861-3624, DOI 10.1007/s11537-014-1267-x, lire en ligne, consulté le 3 mai 2024)